# Gradina (Vrsar)
Gradina is een plaats in de gemeente Vrsar in de Kroatische provincie Istrië. De plaats telt 46 inwoners (2001).